# Schlacht bei Dak To
Schlacht um Tua Hai (1960) – Schlacht um Ap Bac (1963) – Schlacht von Nam Dong (1964) – Tonkin-Zwischenfall (1964) – Operation Flaming Dart (1965) – Operation Rolling Thunder (1965–68) – Schlacht von Dong Xoai (1965) – Schlacht im Ia-Drang-Tal (1965) – Operation Crimp (1966) – Operation Hastings (1966) – Schlacht von Long Tan (1966) – Operation Attleboro (1966) – Operation Cedar Falls (1967) – Schlacht um Hügel 881 (1967) – Schlacht bei Dak To (1967) – Schlacht um Khe Sanh (1968) – Tet-Offensive (1968) – Schlacht um Huế (1968) – Operation Speedy Express (1968/69) – Operation Dewey Canyon (1969) – Schlacht am Hamburger Hill (1969) – Operation Menu (1969/70) – Operation Lam Son 719 (1971) – Schlacht um FSB Mary Ann (1971) – Schlacht um Quảng Trị (1972) – Operation Linebacker (1972) – Operation Linebacker II (1972) – Schlacht von Xuan Loc (1975) – Operation Frequent Wind (1975)
Die Schlacht bei Dak To (Operation MacArthur) fand während des Vietnamkrieges im November 1967 in der südvietnamesischen Provinz Kon Tum zwischen US-amerikanischen und südvietnamesischen Einheiten sowie Truppen der Nordvietnamesischen Volksarmee (NVA) statt. Die Schlacht endete als Pyrrhussieg der verbündeten Amerikaner und Südvietnamesen, trotz hoher militärischer Verluste wurden die eroberten Hügel kurz nach der Eroberung wieder aufgegeben und konnten wieder vom Vietcong und der NVA unterwandert werden. Insgesamt fielen in den Kämpfen 376 US-Soldaten und 79 Soldaten der ARVN sowie vermutlich zwischen 1.000 und 1.500 Nordvietnamesen.

## Vorgeschichte

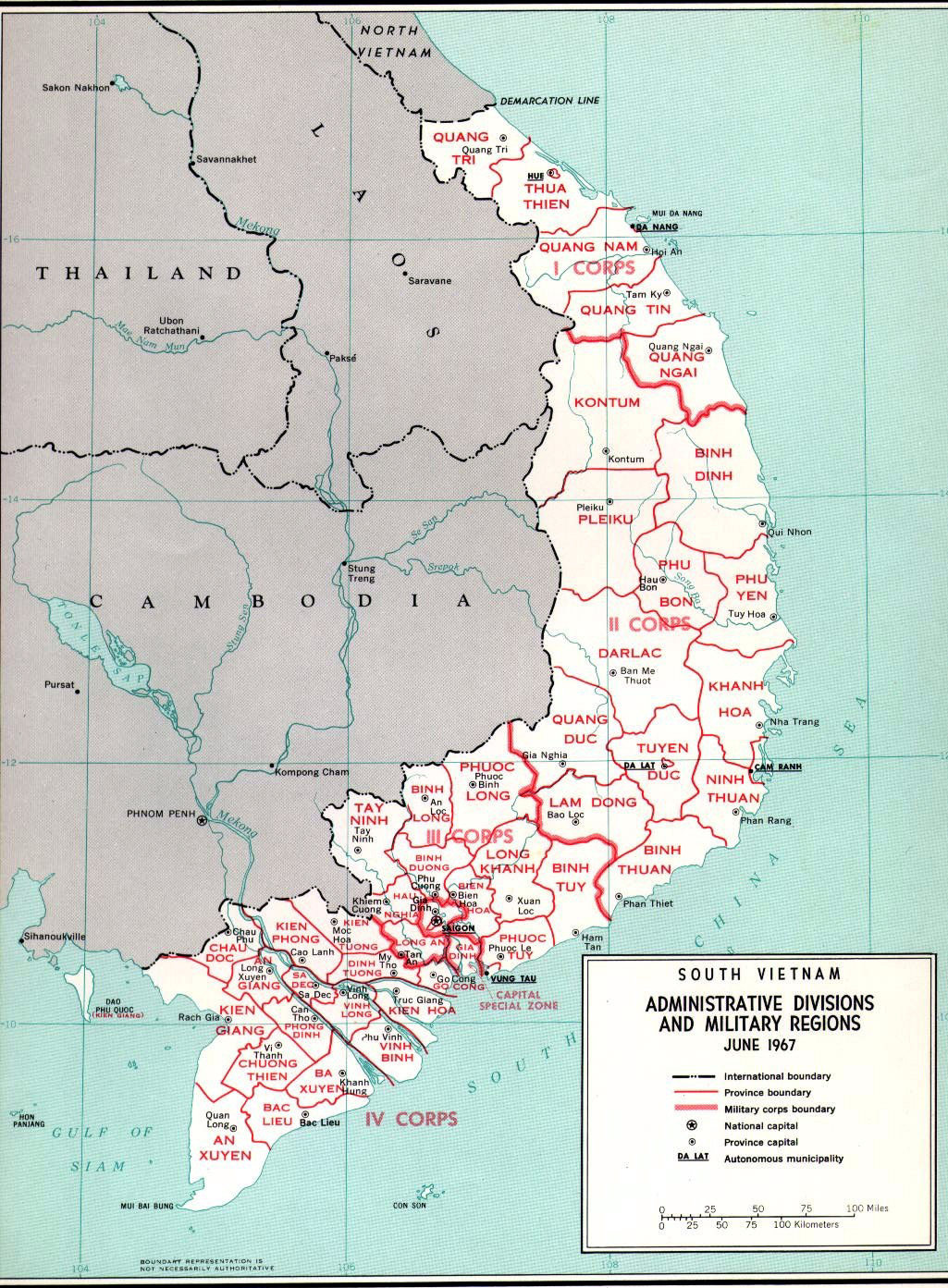
Südvietnam, 1967

Die Schlacht bei Dak To zählt zu einer Reihe von schweren Gefechten um die Vorherrschaft im Zentralen Hochland von Vietnam nahe der Grenze zu Laos und Kambodscha, die durch eine Offensive der Nordvietnamesischen Volksarmee in der zweiten Jahreshälfte 1967 ausgelöst wurden. Versuche der NVA, vom Ho-Chi-Minh-Pfad nach Südvietnam zu infiltrieren, provozierten offene Gefechte mit der US-Armee bei Loc Ninh, Song Be, Con Thien und Khe Sanh, die als Grenzschlachten („Border Battles“) bezeichnet werden. Diese sollten die Amerikaner dazu bewegen, Truppen aus den Städten an der Küste und im Mekong-Delta abzuziehen, wo wenig später die Tet-Offensive stattfinden sollte.
Schon zu Beginn des militärischen Engagements der USA in Südvietnam bildeten amerikanische Special Forces-Einheiten der MACV-SOG örtliche Montagnard-Bergstämme zu CIDG-Kräften (Civilian Irregular Defense Group) aus und bauten befestigte Außenposten an der Grenze zu Kambodscha und Laos aus. Die CIDG-Truppen sollten vor der NVA-Infiltration über den Ho-Chi-Minh-Pfad schützen und die isolierten Montagnard-Bergdörfer davor bewahren, von den Nordvietnamesen überrannt zu werden. Die Montagnards trugen bislang die Hauptlast der Kämpfe in den abgelegenen Grenzregionen. Um die Flugpiste bei Dak To wurden zahlreiche Camps der Special Forces in die umliegenden Hügel gebaut, die als Frühwarnsystem bei einer Großinvasion der NVA dienen sollten. Von diesen Camps aus wurden zahlreiche Fernspäherpatrouillen (LRRP, Long Range Reconnaissance Patrol) gestartet, um die Feindaktivität auf dem Ho-Chi-Minh-Pfad an der Grenze zu Laos aufzuklären.
Dak To liegt in einem Talkessel an der Dreiländergrenze von Südvietnam, Laos und Kambodscha, umrahmt von bis zu gut 1.200 Meter hohen Bergen und Hügeln, die dicht mit tropischem Bergwald bewachsen und nur sehr schwer zugänglich sind. Die westliche Kon Tum-Provinz ist bedeckt von zwei- bis dreistöckigem Regenwald, die wenigen waldfreien Flächen sind mit dichtem, bis 20 cm Durchmesser erreichenden Bambus überwuchert. Geeignete Stellen, um Luftlandetruppen per Hubschrauber abzusetzen, sind deshalb sehr spärlich, sodass sich Truppen fast nur zu Fuß bewegen können. Die Tagestemperaturen im Zentralen Hochland erreichen oft +35 °C und fallen in der Nacht, ausgekühlt durch starke tropische Regenfälle auf unter +12 °C.

### Operation Greeley

Entwicklung in Indochina 1964 bis 1967

Bereits im Sommer 1967 begannen in der zur II Corps Tactical Zone gehörenden Provinz Kon Tum Kämpfe im Rahmen der Operation Greeley, einer Search-and-Destroy-Mission der 4. US-Infanteriedivision mit Unterstützung durch die 173. US-Luftlandebrigade, dem 42. ARVN-Infanterieregiment und anderen Fallschirmjägereinheiten.
Im Januar 1967 übernahm General William R. Peers den Oberbefehl über die 4. Division, welche für die Verteidigung der II Corps Tactical Zone verantwortlich war. Vor Beginn des Sommermonsuns ließ Peers Verteidigungsstellungen um das Hauptquartier der 4. Division bei „Jackson’s Hole“ errichten und begann im Mai 1967 westlich von Plei Cu mit der 1. und 2. Brigade die Operation Francis Marion. Die 3. Brigade war für eine Operation mit der 25. US-Infanteriedivision nordwestlich von Saigon abgestellt. Mitte 1967 verdichtete sich die Feindaktivität der NVA im Raum um Dak To.
Peers gab Richtlinien an seine Infanteriekompanien aus, sich nicht vom Hauptverband abtrennen und von der nordvietnamesischen Armee überrennen zu lassen, die Maxime der überlegenen US-Feuerkraft galt, war jedoch in der äußerst schwierigen Landschaft kaum umzusetzen. Einzelne Schützenkompanien sollten niemals weiter als einen Kilometer von der Schwesterkompanie entfernt operieren, bei Feindkontakt sollte die angegriffene Einheit sofort aus der Luft verstärkt werden. Dies sollte die Verluste der 4. Division minimieren.
Nachdem sich Feindkontakte häuften, forderte Peers zwei Bataillone der 173. US-Luftlandebrigade unter dem Kommando von Brigadegeneral John R. Deane an, die in der Region um Dak To abgesetzt wurden und die dschungelbedeckten Berge vom Feind säubern sollten. Die 173. US-Luftlandebrigade war zuvor im Luftwaffenstützpunkt von Biên Hòa in der Nähe von Saigon stationiert und hatte nur sporadischen Feindkontakt mit kleineren Vietcong-Einheiten gehabt. Oberst William J. Linday, ein Verbindungsoffizier Peers’, warnte die Offiziere der Brigade deshalb vor Beginn ihres Einsatzes im Hochland, da reguläre NVA-Einheiten hochmotiviert und weitaus besser ausgebildet und ausgerüstet seien als lokale Vietcong-Kämpfer. Diese Warnungen wurden von den Fallschirmjägern weitgehend ignoriert.
Am 20. Juni 1967 fanden Soldaten der C-Kompanie des 1. Bataillons/503. US-Luftlandeinfanterie die Leichen einer Special Forces/CIDG-Einheit auf „Hügel 1338“, dem größten Hügel südlich von Dak To. Unterstützt von der A-Kompanie richteten die Fallschirmjäger auf dem Gipfel des Hügels ihr Biwak ein und wurden in den frühen Morgenstunden vom 6. Bataillon/24. Infanterieregiment der Nordvietnamesischen Volksarmee angegriffen. Aufgrund des schwierigen Terrains gelang es zunächst nicht die eingeschlossenen US-Soldaten aus dem Hinterhalt zu befreien. Artillerieunterstützung versagte aufgrund der stark eingeschränkten Sicht und der Taktik der NVA, Grabenstellungen in direkter Nähe zum Feind anzulegen. Luftschläge waren aus denselben Gründen unwirksam. Die A-Kompanie überstand während des Tages und der folgenden Nacht mehrere Infanterieangriffe, musste jedoch hohe Verluste von 76 Toten und 23 Verwundeten aus insgesamt 137 Mann hinnehmen. Auf dem Schlachtfeld fand man später 15 tote Nordvietnamesen.
Die US-Militärpresse berichtete später von 475 gefallenen Nordvietnamesen, Operationsberichte der 173. Luftlandebrigade zählten 513 gefallene Feindsoldaten. Die hohen US-Verluste brachte die Taktik der 173. Luftlandebrigade in größte Kritik, der Verbindungsoffizier der 4. Infanteriedivision empfahl sogar, General Deane mit sofortiger Wirkung seines Kommandos zu entheben. Um den durch das Fiasko entstandenen Schaden für das öffentliche Bild der US-Armee nicht noch zu verstärken, wurden schließlich nur zwei Offiziere der C-Kompanie in andere Einheiten versetzt.
Als Antwort auf die Vernichtung der A-Kompanie entsandte das Military Assistance Command, Vietnam Verstärkungen. Am 23. und 24. Juni 1967 kamen drei Brigaden der 1. US-Kavalleriedivision und zwei Bataillone eines südvietnamesischen Elite-Fallschirmverbands im Operationsgebiet an. Sie sollten zusammen mit Deanes Truppen das 24. Infanterieregiment der Vietnamesischen Volksarmee aufspüren und vernichten. Auf Hügel 664 wurde ein Artillerie-Feuerstützpunkt errichtet, um Infanteristen im Kampf gegen die Nordvietnamesen zu unterstützen.
Am 10. Juli 1967 traf das 4. Bataillon/503. Luftlandeinfanterie auf das K-101 D-Bataillon des nordvietnamesischen Doc Lap-Regimentes. Als sich vier Schützenkompanien der Spitze des Hügels 830 näherten, eröffneten die gut getarnten Nordvietnamesen einen Feuerüberfall mit Maschinengewehren und B-40-Granatwerfern. Ein weiterer Vormarsch war aufgrund der starken Feindkräfte unmöglich und so mussten die Fallschirmjäger ihr Nachtlager auf dem Hügel 830 aufschlagen. Am nächsten Morgen waren die Nordvietnamesen abgezogen, die 4/503 hatte 22 Tote und 62 Verwundete zu vermelden. Nur 3 tote Soldaten der Vietnamesischen Volksarmee wurden gefunden. Als Begründung wurde eine angebliche Angewohnheit der vietnamesischen Volksarmee aufgeführt, ihre Gefallenen stets sofort vom Schlachtfeld zu bergen.
Der Druck der Vietnamesischen Volksarmee gegenüber der CIDG-Außenposten Dak Seang und Dak Pek, 20 und 45 km nördlich von Dak To wurde stärker, so dass das 42. ARVN-Infanterieregiment nach Dak Seang befohlen wurde. Am 4. August 1967 kam es zum Gefecht zwischen ARVN-Fallschirmjägern und der NVA, welches drei Tage andauerte. Das 8. ARVN-Luftlandebataillon musste allein sechs schwere Bodenangriffe der Nordvietnamesen abwehren, bis die Verluste der ARVN zu hoch wurden und die Operation ohne weiteren Geländegewinn abgebrochen werden musste.
Mitte August 1967 nahm der Feindkontakt abrupt ab, was die Amerikaner zu der Vermutung veranlasste, die NVA habe sich hinter die laotische Grenze zurückgezogen. Der Hauptteil der ARVN-Truppen wurde wieder in ihre Garnisonen um Saigon zurückgeflogen. Am 23. August 1967 übergab General Deane das Kommando über die 173. Luftlandebrigade an Brigadegeneral Leo H. Schweiter.
Am 17. September 1967 wurden zwei Bataillone der 173. ausgeflogen, um die Reisernte in der Provinz Phu Yen zu bewachen. In Dak To verblieb die 2./503 und das 3. ARVN-Luftlandebataillon, die im Toumarong-Tal nördlich von Dak To eine Säuberungsoperation durchführten und den Befehl erhielten, das Regimentshauptquartier der Vietnamesischen Volksarmee aufzuspüren. Nach drei Wochen ergebnisloser Suche endete die Operation Greeley schließlich am 11. Oktober 1967.

## Operation Mac Arthur

### Vorbereitung
Anfang Oktober 1967 meldete der US-Nachrichtendienst, dass die NVA Verbände aus dem Raum Plei Cu abzog und in der Kon Tum-Provinz in Divisionsstärke massierte. Als Antwort darauf wurden zwei US-Bataillone nach Dak To verlegt, um an einer Gegenoperation unter der Bezeichnung Operation Mac Arthur teilzunehmen. Am 29. Oktober 1967 wurde die 4./503 der 173. US-Luftlandebrigade aus ihrer Garnison bei Ben Het wieder eingeflogen, um den Aufbau des Artilleriefeuerstützpunkt 12 zu bewachen.
Am 3. November 1967 lief Sergeant Vu Hong, ein Artilleriespezialist vom 6. NVA-Infanterieregiment, zu der südvietnamesischen Armee über und informierte sie mit Detailinformationen über die Aufmarschpläne und Operationsziele mehrerer NVA-Regimenter bei Dak To und Ben Het. Vier Infanterieregimenter (66., 32., 24. und 174.) und ein Artillerieregiment unter dem Befehl der 1. Division sollten demzufolge Dak To einnehmen und einen US-Verband in Brigadestärke ausschalten. Dies war, wie sich später herausstellte, Teil eines von General Nguyen Chi Thanh ausgearbeiteten Gesamtplans, durch den in Vorbereitung auf die Tet-Offensive möglichst viele US-Truppen im westlichen Hochland gebunden werden sollten.
Obwohl diese Pläne von den Amerikanern entdeckt wurden, hatten sich die nordvietnamesische Kräfte gut auf die bevorstehenden Schläge der US-Militärmaschinerie vorbereitet. Einige der angelegten Bunker- und Tunnelsysteme waren Schätzungen zufolge bereits ein halbes Jahr zuvor errichtet worden. General Peers bemerkte später, nahezu jeder strategisch wichtige Geländeteil sei mit aufwendigen Bunker- und Tunnelkomplexen zu einer schweren Verteidigungsstellung ausgebaut worden. Große Mengen an Vorräten und Munition seien in das Gebiet bewegt worden und ermöglichten der NVA ein monatelanges Ausharren in den Stellungen.
Als es am 4./5. November 1967 erneut zu schweren Feindberührungen und Feuergefechten auf den Hügeln kam, erhielt General Schweiter den Befehl, seine komplette Brigade zurück nach Dak To zu verlegen. Ihre Aufgabe war es, eine Operationsbasis zu errichten und Ben Het gegen die zunehmenden Angriffe zu verteidigen. Weiterhin sollte das Hauptquartier des 66. NVA-Regimentes ausfindig gemacht und zerstört werden. Weiterhin wurden nahezu sämtliche Einheiten der 4. US-Infanteriedivision und zwei Bataillone (1/12 und 2/8) der 1. Kavalleriedivision erneut in den Raum Dak To geschickt, zusätzlich das 42. ARVN-Regiment und das 2. und 3. ARVN-Luftlandebataillon. Der kleine Ort Dak To und die Landepiste wurden zu einem großen logistischen Basislager für die ein- und ausfliegenden US-Truppen umgerüstet, Tag und Nacht wurden große Mengen von Vorräten und Munition eingeflogen, um eine komplette US-Division, eine Luftlandebrigade und sechs ARVN-Bataillone zu versorgen und für eine größere Schlacht vorzubereiten.

### Schlacht

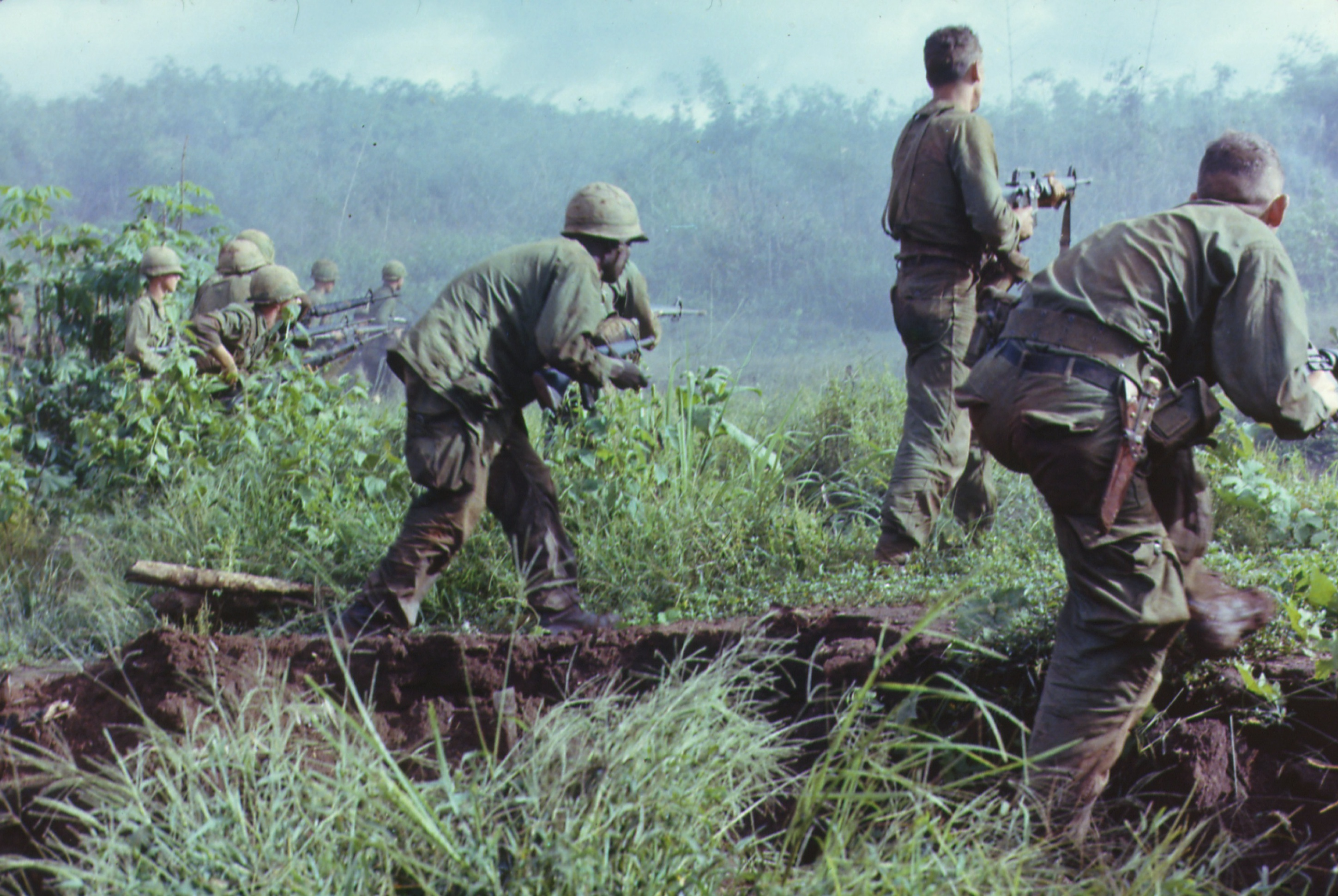
US-Fallschirmjäger beim Vorgehen auf einen Waldrand

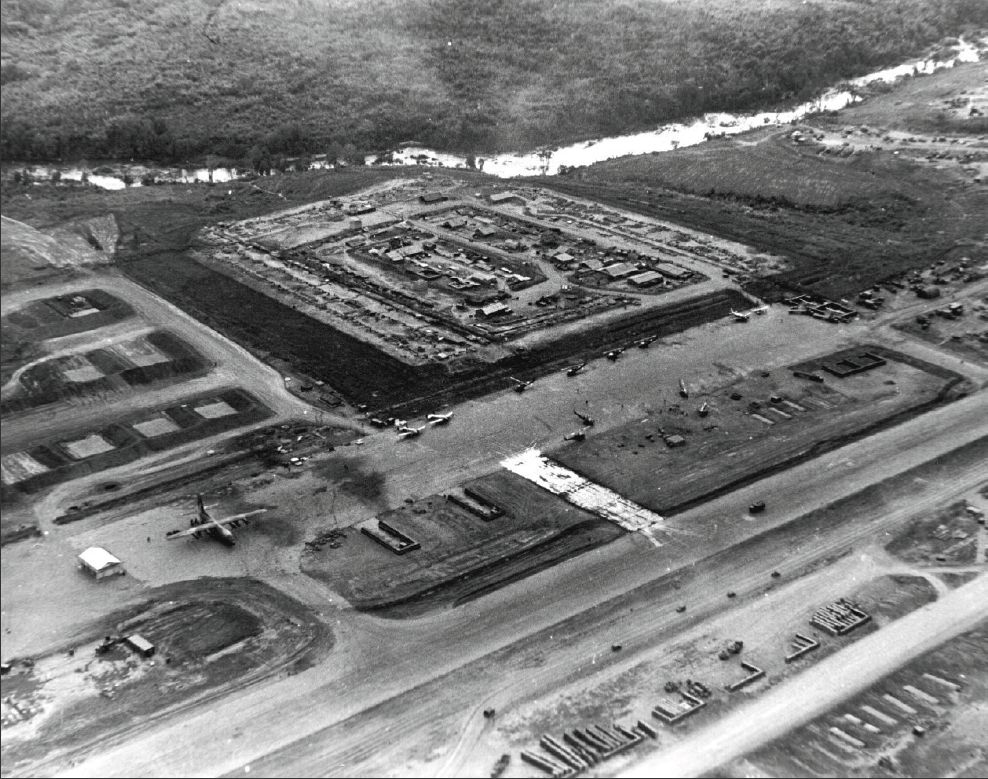
Luftaufnahme des US-Stützpunktes Dak To

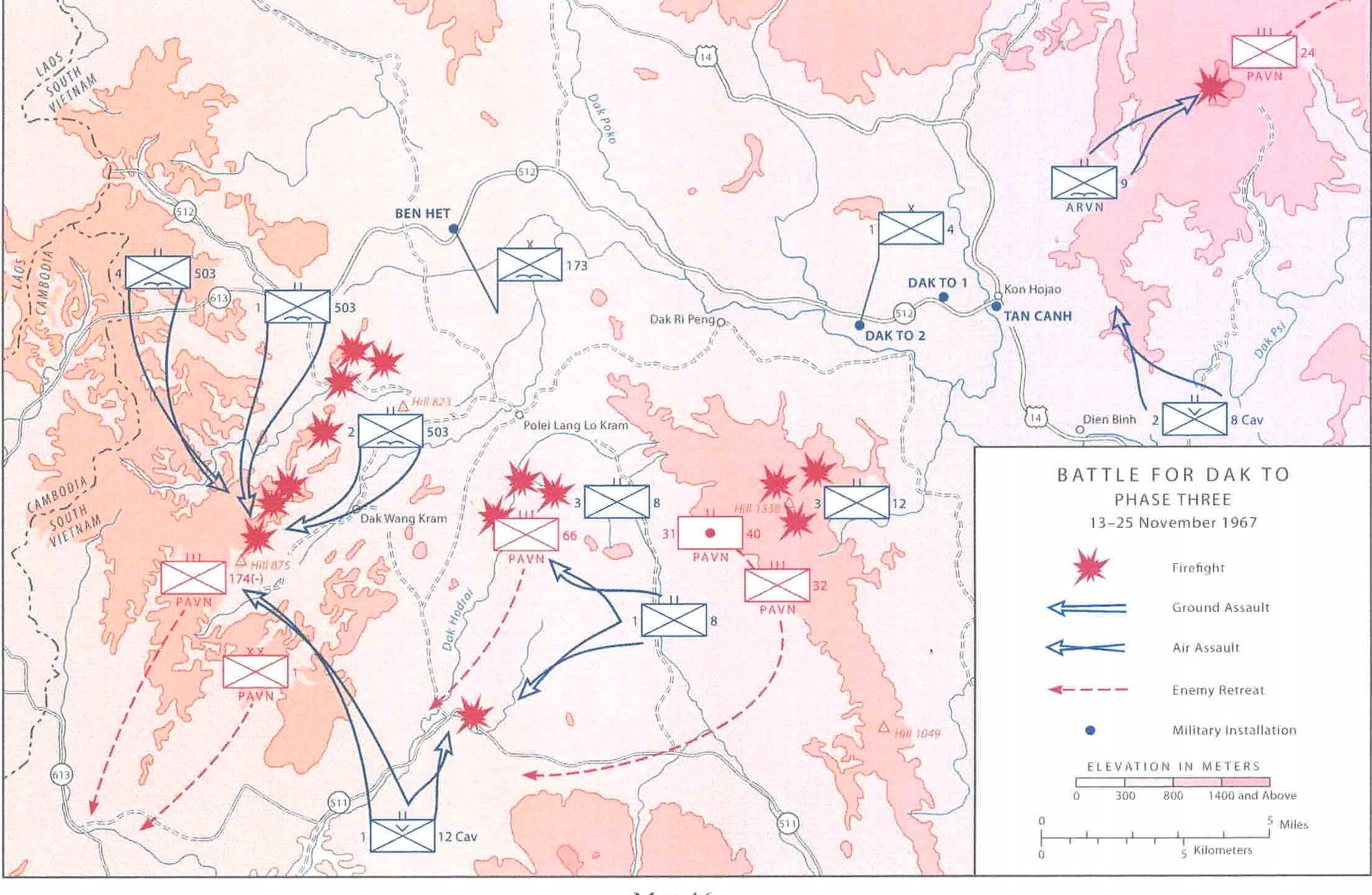
Karte der finalen Phase der Kämpfe um Dak To

Die ersten Kämpfe brachen am 3./4. November 1967 aus, als Einheiten der 4. Infanteriedivision direkt in Verteidigungsstellungen der NVA liefen. Am folgenden Tag geschah dasselbe mit Einheiten der 173. Fallschirmjägerbrigade. Die amerikanischen und südvietnamesischen Truppen entwickelten daraufhin eine Taktik, nach der auf diese Weise entdeckte nordvietnamesische Hügelstellungen durch Artilleriebeschuss und Luftangriffe solange sturmreif geschossen und von Vegetation befreit wurden, bis sie eingenommen werden konnten.
Überraschend war der ungewöhnlich hartnäckige Widerstand der NVA-Infanteristen, die sich zäh in ihren Stellungen hielten und sich selbst mit Luftangriffen nicht vertreiben ließen. Die NVA bot erbitterten Widerstand, ließ sich auf langanhaltende Feuergefechte mit den Amerikanern ein, verursachte größtmögliche Verluste und zog sich dann über Nacht wieder unbemerkt zurück – eine Taktik, die die Alliierten zermürbte und demoralisierte.
Das 4. Bataillon der 173er sollte am 6. November die Errichtung eines Feuerstützpunktes auf Hügel 823 überwachen, dabei wurden 120 Mann der B-Kompanie mit Hubschraubern auf der Hügelkuppe abgesetzt und gerieten direkt in das Feuer des 66. NVA-Regimentes. 100 Nordvietnamesen wurden getötet und 9 US-Soldaten. Am nächsten Morgen wurde die Bravo Kompanie durch das 1. Bataillon/503. Fallschirmjägerregiment unter Oberst David J. Schumacher ersetzt und entgegen den Befehlen von Oberst Livsey in zwei kleinere Kampfverbände aufgeteilt. Kampfeinheit Black bestand aus der C-Kompanie und zwei Platoons der D-Kompanie, Kampfeinheit Blue aus der A-Kompanie und den verbleibenden Platoons der D-Kompanie. Kampfeinheit Black verließ Hügel 823 und geriet am 11. November 1967 in einen Hinterhalt. Kampfeinheit Blue musste ihre Operation aufgeben und Black zu Hilfe kommen, in den Feuergefechten mit dem 8. und 9. Bataillon des 66. NVA-Regimentes wurden 20 Amerikaner getötet und 154 verwundet. Der kommandierende Offizier der Kampfeinheit Black Hauptmann Thomas McElwain berichtete von 80 getöteten Feinden, wurde aber von Schumacher erneut in den Busch geschickt um die Toten nachzuzählen, da man seinen Angaben keinen Glauben schenkte. Er revidierte seinen Bericht auf 175 getötete Feindsoldaten. Später gab er zu, die eigenen Verluste der Einheit mit übertrieben hohen Feindverlusten rechtfertigen zu müssen. Schumacher und Mc Elwain gerieten später heftig aneinander, da Mc Elwain den Obergefreiten John Andrew Barnes III, welcher eine Handgranate abfing und damit das Leben seiner Kameraden schützte, für die Verleihung einer Tapferkeitsmedaille vorschlug. Schumacher lehnte sein Gesuch mit der Begründung ab, dass man Männern, welche Selbstmord begehen, keine Tapferkeitsmedaillen verleiht. Barnes erhielt später doch noch die Medal of Honor.
Zeitgleich mit dem Kampf um Hügel 823 fand ein NVA-Angriff auf drei Kompanien des 3. Bataillons/8. Infanterieregiment (4. Infanteriedivision) auf Hügel 724 statt. Nach einem massierten Mörserbeschuss gingen die Nordvietnamesen aus dem Dschungel heraus zum Infanterieangriff mit dem Bajonett über. Dabei starben 18 Amerikaner, 118 wurden verwundet und 92 Nordvietnamesen fielen im Gefecht.
In der Nacht zum 12. November 1967 nahm die NVA erstmals den Flugplatz Dak To unter Mörserfeuer. Am 15. November wurden bei einem Feuerüberfall zwei C-130 Hercules-Transportmaschinen zerstört und außerdem das Munitions- und das Treibstoffdepot getroffen, die in einem Feuerball explodierten und eine pilzförmige Rauchwolke aus dem Tal aufsteigen ließen. Ein Mechaniker berichtete später, dass man den Eindruck hatte, der Vietcong sei jetzt im Besitz von nuklearen Waffen. Trotz dieses Erfolgs ging die NVA, bedingt durch die Massierung der alliierten Kräfte, danach in die Defensive über. Vorherige Operationen hatten das 66. und 32. NVA-Regiment schwer in Mitleidenschaft gezogen, einige Kampfeinheiten mussten durch Reserven des 174. Regimentes ersetzt werden. Die Amerikaner und Südvietnamesen wurden nunmehr in zähe Rückzugsgefechte verwickelt.
Um eine Wiederholung der Artillerieangriffe zu vereiteln wurde das 12. Infanterieregiment (4. US-Infanteriedivision) erneut gegen den Hügel 1338 geschickt, welcher einen guten Ausblick auf die Ortschaft Dak To bietet. Für zwei Tage erkämpften sich die Amerikaner den Weg auf den steilen Hang hinauf und bekämpften die meisten der Bunkerkomplexe, welche durch Telefonkabel miteinander verbunden waren.
Nachdem sie das Gebiet nach den Truppen, die Task Force Black attackiert hatten, durchkämmt hatten, wurden die drei Kompanien des 1. Bataillons/503 südwestlich eingesetzt, um Hügel 882 zu nehmen. Sie wurden von etwa einem Dutzend Kriegsberichtserstatter begleitet. Am Morgen des 15. November 1967 erreichte die Führungskompanie die Hügelspitze und entdeckte ebenfalls durch Telefonleitungen miteinander verbundene Stellungssysteme. Als die Amerikaner überraschend angegriffen wurden, bezogen sie auf dem Hügel Verteidigungsstellung. Die NVA startete Feuerüberfälle mit leichten Waffen und Maschinengewehren und begann eine Reihe von Bodenangriffen. Der US-Kommandeur erbat Hubschrauber-Evakuierung für die Schwerverletzten, jedoch wurde diese Anfrage von Oberst Schumacher zurückgewiesen, welcher befahl, dass zunächst die Zivilisten ausgeflogen werden müssen. Bei Ende der Kämpfe um Hügel 882 am 19. November 1967 zählte man 7 Gefallene und 34 Schwerverletzte, das nordvietnamesische 66. Regiment verlor 51 Mann.
Die ARVN-Truppen wurden ebenfalls in intensive Kämpfe verwickelt. Am 18. November 1967 stieß das 3. Bataillon/42. ARVN-Infanterie bei Hügel 1416 (Nähe Tan Canh) auf das 24. NVA-Infanterieregiment. Die NVA agierte aus gut ausgebauten Stellungen und wurde von Fallschirmjägern des 3. und 9. ARVN-Luftlandebataillon im Rücken angegriffen. Die ARVN-Soldaten konnten den Hügel am 20. November einnehmen und verloren in harten Nahkämpfen 66 Soldaten und hatten 290 Verwundete. Die NVA hatte 248 Gefallene zu beklagen.
Der US-Aufklärung zufolge bewegte sich inzwischen das 174. NVA-Infanterieregiment westwärts von Ben Het weg und bezog Stellungen auf Hügel 875, nur 6 km von der Grenze entfernt. Es sollte offenbar den Rückzug des 66. und 32. NVA-Regiments nach Kambodscha decken. Am 19. November erfuhr General Schweiter, dass eine Special Forces-Kompanie in diesem Gebiet in einen Hinterhalt der NVA geraten war. Er befahl daraufhin seinem 2. Bataillon, den Hügel 875 zu nehmen.

### Hügel 875

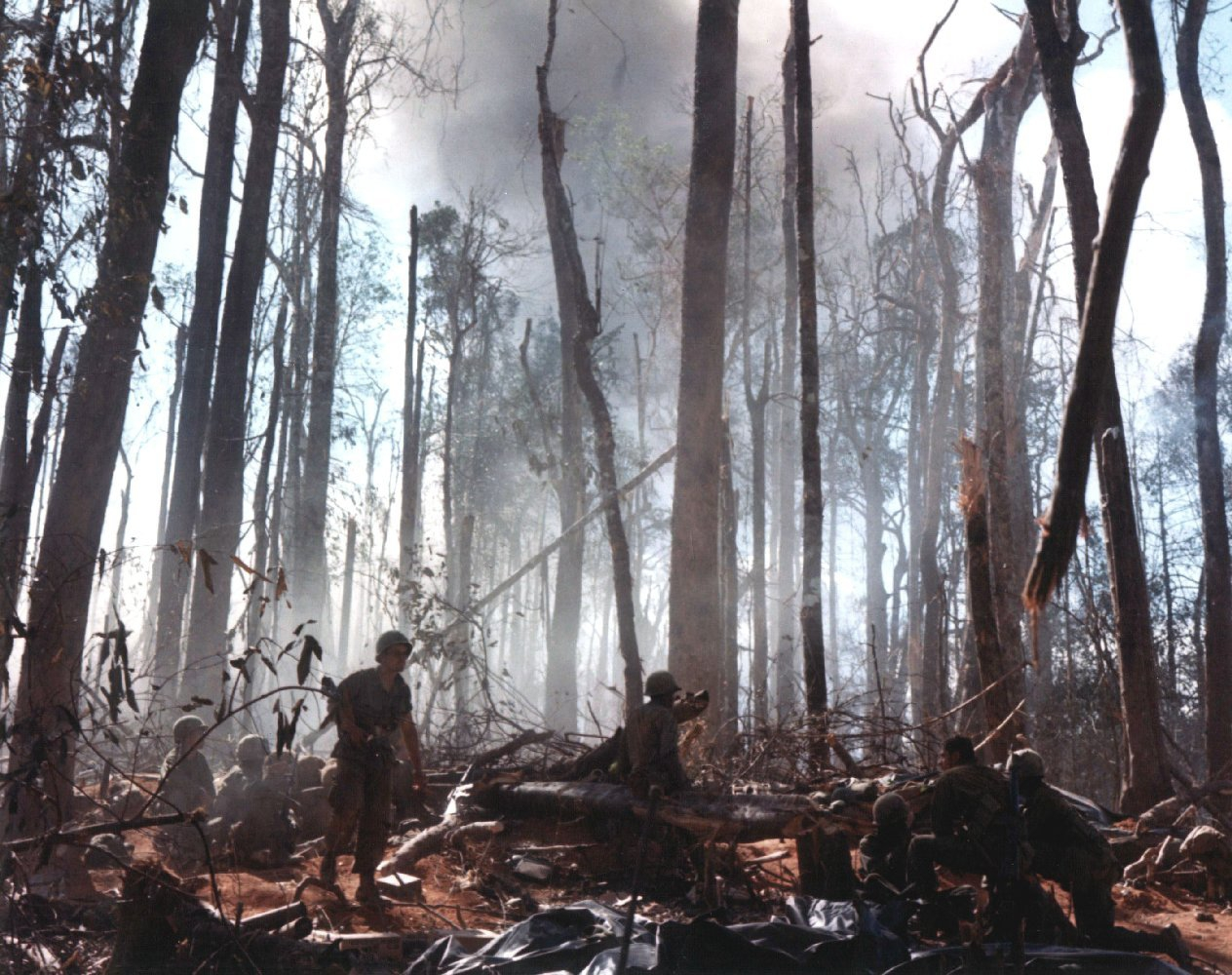
US-Soldaten zerstören NVA-Bunker nach der Einnahme des Hügels 875

Am 19. November um 09:40 begannen drei Kompanien (330 Mann) der 2./503 ihren Angriff auf Hügel 875. Um 10:30, etwa 300 Meter von der Hügelspitze entfernt gerieten die ersten beiden Kompanien in das Feuer von Maschinengewehren, B-40-Raketen und rückstoßfreien Geschützen aus Bunkerstellungen und wurden gezwungen, sich einzugraben. Die A-Kompanie, die etwas tiefer am Hang zurückgeblieben war, wurde gegen 14:30 von NVA-Truppen aus verborgenen Stellungen am Fuß des Hügels angegriffen und zog sich hügelaufwärts zurück. Das Bataillon war in einen gut vorbereiteten Hinterhalt des 2. Bataillons des 174. NVA-Regimentes geraten.
Sofort wurden Artillerie- und Luftschläge angefordert, welche aber im dichten Blätterwerk wenig wirksam waren. Sechs UH-1-Hubschrauber wurden bei dem Versuch, mit Nachschub an Munition und Wasser zu landen, abgeschossen. In einem der schwersten Friendly Fire-Vorfälle des Krieges wurden am Abend beim Abwurf von zwei 500-Pfund-Bomben durch Jagdbomber des US Marine Corps auf die Stellungen des Bataillons 42 Amerikaner getötet und 45 verwundet. Eine der Bomben fiel auf den Bataillonsgefechtsstand, wo die Verwundeten versorgt wurden.
Am darauffolgenden Morgen wurde das 4. Bataillon/503 entsandt, um die Männer am Hügel 875 zu entlasten. Aufgrund von Scharfschützenbeschuss, Mörserfeuer und schwierigem Gelände dauerte es bis zum Einbruch der Nacht, bis die Truppen ihre Kameraden erreichen konnten. Am Nachmittag des 21. November 1967 starteten beide Bataillone einen gemeinsamen Angriff auf die Hügelspitze. Nach erbittertem Nahkampf drangen sie in die Feindstellungen ein, wurden aber bei Anbruch der Dunkelheit wieder in ihre Ausgangspositionen zurückbefohlen.
In der Nacht wurde das 1. Bataillon/12. Regiment der 4. ID angewiesen, in die Kämpfe bei Dak To einzugreifen. Innerhalb von nur 12 Stunden wurde es von einer Operation im südlichen Hochland abgezogen und per Helikopter zum Hauptartilleriefeuerstützpunkt bei Dak To verlegt. Am Folgetag wurde Hügel 875 schweren Luftangriffen und Artillerieeinsätzen ausgesetzt, die ihn jeglicher natürlichen Deckung beraubten. Am 23. November erneuerten das 2. und 4. Bataillon/503 ihren Angriff auf den Hügel und wurden dabei von dem von Süden angreifenden 1. Bataillon/12 unterstützt. Diesmal konnte der Hügel vollständig eingenommen werden, die Nordvietnamesen hatten sich aber bereits in der Nacht Richtung Westen nach Kambodscha und Laos abgesetzt und ließen lediglich verbrannte Leichen und einige Waffen zurück.
Die Schlacht um Hügel 875 kostete das 2./503 87 Gefallene, 130 Verwundete und 3 Vermisste, das 4./503 hatte 28 Tote, 123 Verwundete und 4 Vermisste. Zusammen mit Verlusten, die nicht von den Kampfhandlungen herrührten, verlor die 173. US-Luftlandebrigade ein Fünftel ihrer Gesamtstärke. Für die Kämpfe um Dak To wurde die 173. US-Luftlandebrigade mit einer Presidential Unit Citation ausgezeichnet. Der puerto-ricanische Maschinengewehrschütze Carlos Lozada wurde wegen außergewöhnlicher Tapferkeit nach seinem Tod auf Hügel 875 posthum mit der Medal of Honor ausgezeichnet.

## Nachwirkungen
Ende November 1967 sah sich die NVA gezwungen die Region um Dak To zu verlassen und sich in ihren Bereitstellungsraum in Laos und Kambodscha zurückzuziehen. Es war ihr nicht gelungen, eine große US-Kampfeinheit wie geplant vollständig zu vernichten, jedoch wurden den US-Truppen hohe Verluste zugefügt. In den Kämpfen um Dak To verzeichneten die Amerikaner 376 Tote und Vermisste sowie 1.441 Verwundete, zusätzlich gingen 40 Hubschrauber verloren. Die Härte der Kämpfe drückt sich auch im Munitionsverbrauch aus: 151.000 Artilleriegranaten wurden verschossen, darüber hinaus 2.096 taktische Lufteinsätze und 257 B-52-Bombenangriffe geflogen. Der US Army zufolge verloren die Nordvietnamesen 1.644 Soldaten, diese Zahl ist jedoch umstritten.
In seinen Memoiren berichtet General William C. Westmoreland von 1.400 getöteten Nordvietnamesen, während Generalmajor Wiliam P. Rossen (MACV-Vizekommandeur) von lediglich 1.000 ausging. Einige US-Generäle waren mit dem Verlustverhältnis von eigenen und Feindsoldaten (Body Count) unzufrieden. In den Worten von US-Marine-Corps-General John Chaisson: “Is it a victory when you lose 362 friendlies in three weeks and by your own spurious body count you only get 1,200?” (deutsch: „Kann man von einem Sieg sprechen, wenn man in drei Wochen 362 eigene Soldaten verliert und der Gegner nach den eigenen zweifelhaften Zählungen nur 1200?“)
Drei der vier NVA-Regimenter, die an der Schlacht um Dak To teilnahmen, waren so schwer angeschlagen, dass sie keine Rolle in der Winter-Frühlingsoffensive mehr spielten. Lediglich das 24. NVA-Regiment nahm an der Tet-Offensive im Januar 1968 teil. Die 173. US-Luftlandebrigade und zwei Bataillone der 4. US-Infanteriedivision waren kaum in besserer Verfassung. General William Westmoreland verteidigte die Operation Mac Arthur: “we had soundly defeated the enemy without unduly sacrificing operations in other areas. The enemy’s return was nil.” (deutsch: „Wir haben den Feind gehörig geschlagen, ohne Operationen in anderen Regionen zu gefährden. Das Ergebnis des Feindes war Null.“)
Die Nordvietnamesen hatten zumindest ein Teilziel ihrer Strategie erreicht, indem sie etwa die Hälfte der operativen US-Bataillone aus den Städten und dem dicht besiedelten Flachland zogen und im zentralen Hochland banden. Einige Generäle aus Westmorelands Stab sahen unheilvolle Parallelen zu der Vietminh-Kampagne von 1953, bei der scheinbar periphere Angriffe zu der französischen Niederlage von Dien Bien Phu führten. General Võ Nguyên Giáp hatte die Amerikaner noch im September vor einem solchen Schicksal gewarnt, wurde allerdings nicht ernst genommen, da eine vergleichbare Situation nicht zu existieren schien. Dies änderte sich Anfang 1968 mit der Schlacht um Khe Sanh.